# Elephants... Teeth Sinking Into Heart
Elephants... Teeth Sinking Into Heart è il secondo album discografico della cantautrice statunitense Rachael Yamagata, pubblicato nell'ottobre 2008 dalla Warner Bros. Records.
Nel Regno Unito il disco è stato pubblicato nel marzo 2009.
L'album è diviso in due CD: uno intitolato Elephants e uno intitolato ...Teeth Sinking Into Heart.

## Tracce
Elephants
1. Elephants - 4:14
2. What If I Leave - 5:03
3. Little Life - 4:07
4. Sunday Afternoon - 9:05
5. Elephants Instrumental - 1:46
6. Duet (con Ray LaMontagne) - 4:01
7. Over and Over - 5:25
8. Brown Eyes - 3:46
9. Horizon - 8:16
10. The Only Fault (Hidden track) - 4:04

...Teeth Sinking Into Heart
1. Sidedish Friend - 3:00
2. Accident - 4:10
3. Faster - 3:50
4. Pause the Tragic Ending - 4:42
5. Don't - 3:05